# DJ Kool Herc
Clive Campbell (født 16. april 1955) er også kendt som Kool Herc, DJ Kool Herc og Kool DJ Herc, er en jamaicansk-født DJ som er tilskrevet at have startet hip hop musikken, i Bronx, New York City. Han spillede "hard" funk plader som James Brown og var et alternativ til både den hårde bande kultur og den populære discomusik i 1970'erne. I 1972, som en reaktion over for dem som dansede til hans DJ musik, begyndte Campbell at isolere den instrumentale del af musikken og udvide denne til længere instrumentale pauser "breaks" i musikken. I disse breaks mixede hans så sine egne instrumentale mix ind og forlængede dermed perioden hvor der kunne danses til den meget rytmiske del af musikken.
DJ Herc flyttede til Brooklyn da han var 12 år gammel, startede han en uformel performancekarriere, der hurtigt kunne gøre ham til en af de mest populære DJ's i New York City. Musikken, han skabte, var et af de vigtigste elementer i hiphop, så danserne kunne vise deres dans i et længere mellemrum og lægge et grundlaget for en betydelig dansekultur.